# Lake Norman of Catawba
Lake Norman of Catawba és una concentració de població designada pel cens dels Estats Units a l'estat de Carolina del Nord. Segons el cens del 2000 tenia 4.744 habitants.

## Demografia
Segons el cens del 2000, Lake Norman of Catawba tenia 4.744 habitants, 1.988 habitatges i 1.455 famílies. La densitat de població era de 95,7 habitants per km².
Dels 1.988 habitatges en un 25,7% hi vivien nens de menys de 18 anys, en un 64,7% hi vivien parelles casades, en un 5,7% dones solteres, i en un 26,8% no eren unitats familiars. En el 21,3% dels habitatges hi vivien persones soles el 6,2% de les quals corresponia a persones de 65 anys o més que vivien soles. El nombre mitjà de persones vivint en cada habitatge era de 2,39 i el nombre mitjà de persones que vivien en cada família era de 2,77.
Per edats la població es repartia de la següent manera: un 19,6% tenia menys de 18 anys, un 5,8% entre 18 i 24, un 29,8% entre 25 i 44, un 32,6% de 45 a 60 i un 12,2% 65 anys o més.
L'edat mediana era de 42 anys. Per cada 100 dones de 18 o més anys hi havia 101,8 homes.
La renda mediana per habitatge era de 50.367 $ i la renda mediana per família de 55.192 $. Els homes tenien una renda mediana de 40.250 $ mentre que les dones 28.650 $. La renda per capita de la població era de 27.278 $. Entorn del 5,6% de les famílies i el 7,1% de la població estaven per davall del llindar de pobresa.

## Poblacions més properes
El següent diagrama mostra les poblacions més properes.